# Лоуренс, Уильям, 5-й баронет Лоуренс
Уильям Феттиплейс Лоуренс, 5-й баронет (англ. William Fettiplace Lawrence, 5th Baronet; 23 августа 1954, Стратфорд-апон-Эйвон, Уорикшир, Западный Мидленд, Великобритания — 10 февраля 2015, там же) — британский политический и общественный деятель, офицер ордена Британской империи. Переболев в детстве полиомиелитом и оставшись на всю жизнь инвалидом, в зрелом возрасте Лоуренс, как член окружного совета Стратфорд-апон-Эйвона, активно выступал за создание доступной среды для инвалидов и других маломобильных групп населения.

## Краткая биография
Родился в семье бизнесмена Уильяма Лоуренса, 4-го баронета и его жены Памелы Мэри (в девичестве Гордон). Его среднее имя отсылает к роду Феттиплейс, от которых произошли Лоуренсы.
В раннем детстве (до 3-х лет) Уильям переболел полиомиелитом, в результате последствий которого на протяжении всей оставшейся жизни передвигался в инвалидной коляске. Образование получил в школе Короля Эдуарда VI в Стратфорд-апон-Эйвоне.

### Профессиональная карьера
На протяжении своей профессиональной карьеры Уильям Лоуренс занимался вопросами бизнеса, местного самоуправления и туризма, в сферу его интересов входили искусство, благотворительность, а также вопросы здравоохранения и образования.

#### Бизнес
С 1980 по 1981 годы Лоуренс заведовал финансовым учётом компании «W. B. Bumpers Ltd, Rockwell International». С 1981 по 1998 был главным менеджером «Newdawn & Sun Ltd» — производителя кровельных материалов, а позже возглавлял такие бизнес-проекты как «Unicorn Tourism Ltd» (1994—1998), «South Warwickshire Business Partnership» (1995—2010) и другие.

#### Региональная политика
На протяжении многих лет Лоуренс занимался развитием региона Уэст-Мидлендс. Как член консервативной партии, в 1982 году в возрасте 27 лет он вошёл с состав окружного совета Стратфорд-апон-Эйвона, восемь лет спустя стал его председателем (1990—1991), а с 2009 по 2010 годы занимал в нём пост вице-председателя. За время своего пребывания в совете, помимо руководства, Лоуренс занимал должности председателя комитетов по окружающей среде и планированию, позже став членом Кабинета, курирующим вопросы экологии и окружающей среды. С 2003 по 2007 год он возглавлял частную некоммерческую кампанию — кроссполитическую организацию «Конституционный конвент Уэст-Мидлендса» (англ. West Midlands Constitutional Convention), объединяющую независимо от политических убеждений все лица, группы, ассоциации и партии, заинтересованные в более эффективном развитии этого региона путем прямого взаимодействия с его властями. В общей сложности Лоуренс провёл в совете Стратфорд-апон-Эйвона почти 33 года.

#### Общественная деятельность
Лоуренс состоял членом благотворительных фондов «S. Warks Health Authy» (1984—1992) и «South Warwickshire NHS Foundation Trust» (1993—2003), последний из которых был создан при Уорикском госпитале. В 1989 году Лоуренс стал членом совета «Heart of England Tourist Board», а уже в 1991 году стал его председателем. В разное время Лоуренс был директором таких общественных организаций, как «Midland Music Festivals» (1996—1998), «Stratford on Avon Music Festival» (1996—1999), «Council for the Advancement of Arts, Recreation and Education» (1998—1999), «The Shakespeare Hospice» (1999—2001), «Orchestra of the Swan» (1999—2010), «Tourism for All UK» (2001—2015), «Tourism for All Services Ltd» (2004—2015), «Culture West Midlands Ltd» (2005—2006), «Live Music Now Ltd» (2006—2009), «Baywatch Campaign Ltd» (2014—2015), «South Warwickshire Tourism Ltd» (2008—2010). В то же самое время он занимал должности управляющего Королевского шекспировского театра, Школы Короля Эдуарда VI и Школы грамоты Стратфорд-апон-Эйвона для девочек, а также являлся членом Университета Города Бирмингем. В 1998 году Лоуренс был избран в председатели организации «British Toilet Association», выступающей за установку туалетов для инвалидов, а в 2008 году стал её первым президентом, а затем и почётным президентом. В общественной деятельности усилия Лоуренса, главным образом, были направлены на обеспечение доступности развлекательных и туристических учреждений для всех посетителей, независимо от их физических возможностей. Помимо этого он был директором нескольких ассоциаций водителей-инвалидов — Disabled Motoring UK (2009—2015), «Disabled Drivers' Motor Club» (2012—2015), «Disabled Drivers Association» (2014—2015).

### Награды и почётные звания
В 1986 году, после смерти своего отца, Уильям по наследству получил титул 5-го баронета Лоуренс из Илинг-Парка. 14 июня 2003 года «за заслуги в туристической индустрии» Лоуренс стал Офицером Ордена Британской империи . В 2005 году он стал членом Королевского общества искусств, а в 2006-м получил почётную степень магистра искусств Вустерского университета.

### Личная жизнь
В феврале 2005 года Лоуренс женился на Тамаре Бубашвили (род. 1977, Тбилиси), получившей британское гражданство. Уильям прожил всю свою жизнь в Уорикшире, в частности более 50 лет в Алстере, где вёл дела вместе с супругой.

### Кончина и похороны
Уильям Феттиплейс Лоуренс скончался 10 февраля 2015 года в своём доме на руках у жены. Прощание прошло 25 февраля в Церкви Св. Марии и всех святых в Хаселоре, Уорикшир. После его смерти титул 6-го баронета Лоуренс из Илинг-Парка перешёл к Обри Лоуренсу.